# Lemsi
Lemsi är en ort på Kynö i sydvästra Estland. Den ligger i Kynö kommun och i landskapet Pärnumaa, 150 km söder om huvudstaden Tallinn. Antalet invånare är 142.
Terrängen på Kynö är mycket platt och Lemsi ligger omkring tre meter över havet.